# Leichtathletik-Weltmeisterschaften 2009/Teilnehmer (Estland)
| Gelbes Symbol für Goldmedaillen mit stilisierten Olympischen Ringen | Graues Symbol für Silbermedaillen mit stilisierten Olympischen Ringen | Braundes Symbol für Bronzemedaillen mit stilisierten Olympischen Ringen |
| ------------------------------------------------------------------- | --------------------------------------------------------------------- | ----------------------------------------------------------------------- |
| —                                                                   | —                                                                     | 1                                                                       |

Der estnische Leichtathletik-Verband stellte 19 Athleten bei den Leichtathletik-Weltmeisterschaften 2009 in Berlin.

## Ergebnisse

### Männer

#### Laufdisziplinen
| Athlet        | Disziplin | Vorlauf        | Vorlauf | Viertelfinale | Viertelfinale | Halbfinale         | Halbfinale         | Finale             | Finale             |
| Athlet        | Disziplin | Zeit           | Platz   | Zeit          | Platz         | Zeit               | Platz              | Zeit               | Platz              |
| ------------- | --------- | -------------- | ------- | ------------- | ------------- | ------------------ | ------------------ | ------------------ | ------------------ |
| Marek Niit    | 200 m     | 21,21 s        | 39      | DNS           | DNS           | –                  | –                  | –                  | –                  |
| Tiidrek Nurme | 1500 m    | 3:43,73 min SB | 29      |               |               | nicht qualifiziert | nicht qualifiziert | nicht qualifiziert | nicht qualifiziert |

#### Sprung/Wurf
| Athlet             | Disziplin   | Qualifikation | Qualifikation | Finale             | Finale             |
| Athlet             | Disziplin   | Weite/Höhe    | Platz         | Weite/Höhe         | Platz              |
| ------------------ | ----------- | ------------- | ------------- | ------------------ | ------------------ |
| Lauri Leis         | Dreisprung  | 15,98 m       | 38            | nicht qualifiziert | nicht qualifiziert |
| Taavi Peetre       | Kugelstoßen | 19,91 m       | 14            | nicht qualifiziert | nicht qualifiziert |
| Märt Israel        | Diskuswurf  | 59,58 m       | 22            | nicht qualifiziert | nicht qualifiziert |
| Gerd Kanter        | Diskuswurf  | 66,73 m       | 2             | 66,88 m            | Bronze             |
| Aleksander Tammert | Diskuswurf  | 62,24 m       | 13            | nicht qualifiziert | nicht qualifiziert |
| Tanel Laanmäe      | Speerwurf   | NMW           | NMW           | –                  | –                  |
| Mihkel Kukk        | Speerwurf   | 78,18 m       | 16            | nicht qualifiziert | nicht qualifiziert |
| Andrus Värnik      | Speerwurf   | DNS           | DNS           | –                  | –                  |

#### Zehnkampf
| Athlet           | Disziplin | 100 m      | Weit- sprung | Kugel- stoßen | Hoch- sprung | 400 m   | 110 m Hürden | Diskus- wurf | Stabhoch- sprung | Speer- wurf | 1500 m         | Punkte  | Platz |
| ---------------- | --------- | ---------- | ------------ | ------------- | ------------ | ------- | ------------ | ------------ | ---------------- | ----------- | -------------- | ------- | ----- |
| Mikk-Mihkel Arro | Ergebnis  | 11,11 s    | 6,94 m       | 14,42 m SB    | 1,90 m       | 51,28 s | 14,82 s      | 41,83 m SB   | 4,50 m           | 56,21 m SB  | 4:44,14 min    | 7528    | 33    |
| Mikk-Mihkel Arro | Punkte    | 836        | 799          | 754           | 714          | 757     | 871          | 702          | 760              | 681         | 654            | 7528    | 33    |
| Mikk Pahapill    | Ergebnis  | 11,01 s PB | NMW          | 14,38 m       | DNS          | –       | –            | –            | –                | –           | –              | –       | DNF   |
| Mikk Pahapill    | Punkte    | 858        | 0            | 752           | 0            | –       | –            | –            | –                | –           | –              | –       | DNF   |
| Andres Raja      | Ergebnis  | 10,82 s    | 7,38 m       | 14,55 m SB    | 1,99 m       | 49,00 s | 14,22 s      | 42,75 m PB   | 4,80 m PB        | 57,73 m     | 4:40,73 min PB | 8119 PB | 15    |
| Andres Raja      | Punkte    | 901        | 905          | 762           | 794          | 861     | 946          | 721          | 849              | 704         | 676            | 8119 PB | 15    |

### Frauen

#### Sprung/Wurf
| Athletin            | Disziplin  | Qualifikation | Qualifikation | Finale             | Finale             |
| Athletin            | Disziplin  | Weite/Höhe    | Platz         | Weite/Höhe         | Platz              |
| ------------------- | ---------- | ------------- | ------------- | ------------------ | ------------------ |
| Anna Iljuštšenko    | Hochsprung | 1,89 m        | 17            | nicht qualifiziert | nicht qualifiziert |
| Ksenija Balta       | Weitsprung | 6,59 m        | 8             | 6,62 m             | 8                  |
| Sirkka-Liisa Kivine | Weitsprung | 6,10 m        | 33            | nicht qualifiziert | nicht qualifiziert |
| Kaire Leibak        | Dreisprung | DNS           | DNS           | –                  | –                  |
| Moonika Aava        | Speerwurf  | 53,86 m       | 26            | nicht qualifiziert | nicht qualifiziert |

#### Siebenkampf
| Athletin  | Disziplin | 100 m Hürden | Hochsprung | Kugelstoßen | 200 m   | Weitsprung | Speerwurf | 800 m       | Punkte | Platz |
| --------- | --------- | ------------ | ---------- | ----------- | ------- | ---------- | --------- | ----------- | ------ | ----- |
| Kaie Kand | Ergebnis  | 13,99 s      | 1,71 m     | 12,83 m     | 26,07 s | 5,99 m SB  | 37,68 m   | 2:11,92 min | 5760   | 18    |
| Kaie Kand | Punkte    | 980          | 867        | 716         | 791     | 846        | 623       | 937         | 5760   | 18    |